# راب کارداشیان
راب کارداشیان (انگلیسی: Rob Kardashian؛ زادهٔ ۱۷ مارس ۱۹۸۷) بازیگر تلویزیون، مدل (شخص)، و اهالی کسب‌وکار ارمنی‌تبار اهل ایالات متحده آمریکا است. وی از سال ۲۰۰۷ میلادی تاکنون مشغول فعالیت بوده‌است.